# Upplands runinskrifter 279
Upplands runinskrifte 279, även känd som Skälbystenen, är en runsten som är uppställd på gräset i närheten av en gångväg i villaområdet Skälby i Upplands Väsby kommun.

## Stenen
Runstenen är 1,6 meter hög och 1,5 meter bred. Runhöjden är cirka 6 centimeter. Stenen som restes på nuvarande plats 1938 kan enligt Riksantikvarieämbetet ha stått någon annanstans och flyttats från sin ursprungliga plats. Runristaren är Öpir och den korsmärkta stenen är rikt utsmyckad med ormslingor i Urnesstil, en ornamentik som blev modern då vikingatiden gled över i medeltiden. Texten berättar om ett brobygge, en gudomlig gärning som underlättade ett inträde i himmelriket.

## Inskriften
Translitterering av runraden:
biarn + uk ' ihulfastr uk × ion + litu kiara ' (b)ro ' at ' þorsti(n) ' broþur sin ybiʀ ' risti runa
Normalisering till runsvenska:
Biorn ok Igulfastr ok Ion letu gæra bro at Þorstæin, broður sinn. Øpiʀ risti runaʀ.
Översättning till nusvenska:
Björn och Igulfast och Jon lät göra bron åt Torsten, sin broder. Öpir ristade runorna.
Nusvenska: Björn och Igulfast och Jon lät göra bron åt Torsten, sin broder. Öpir ristade runorna.